# زاشا اشنایدر
زاشا اشنایدر (آلمانی: Sascha Schneider؛ ۲۱ سپتامبر ۱۸۷۰ – ۱۸ اوت ۱۹۲۷) نقاش، مجسمه‌ساز اهل کشور آلمان بود. وی در سال ۱۹۱۲ کتاب زندگینامهٔ خود را منتشر نمود.

## نگارخانه

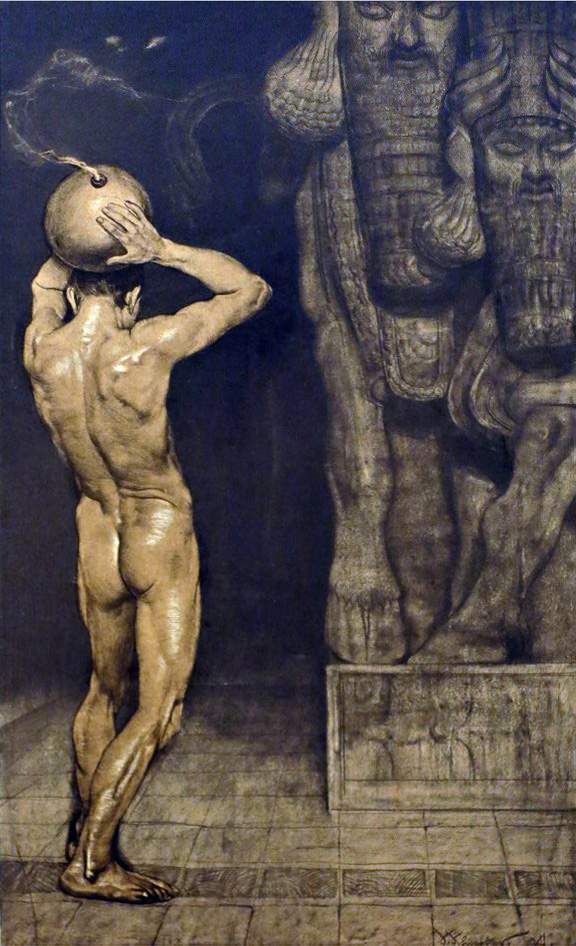
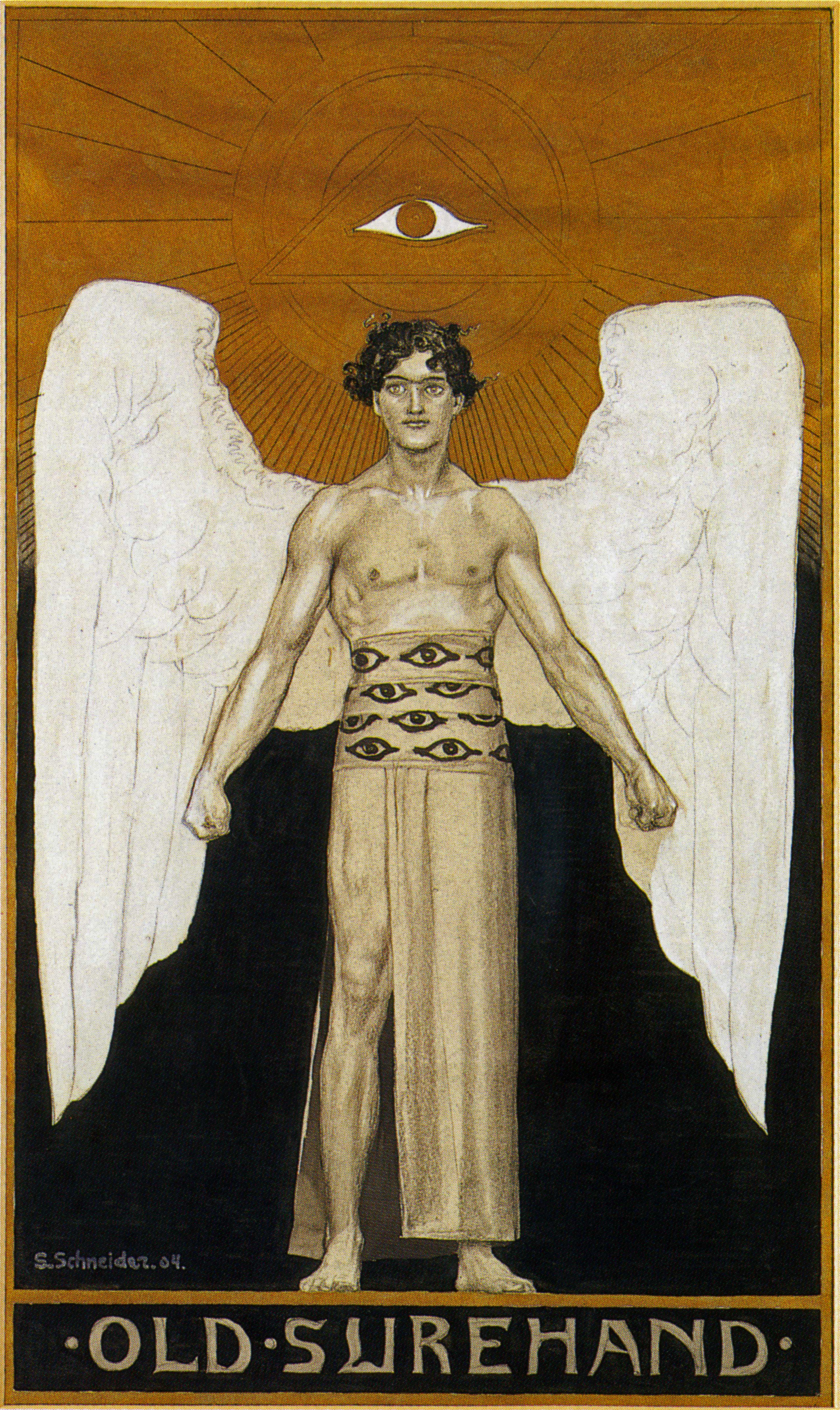
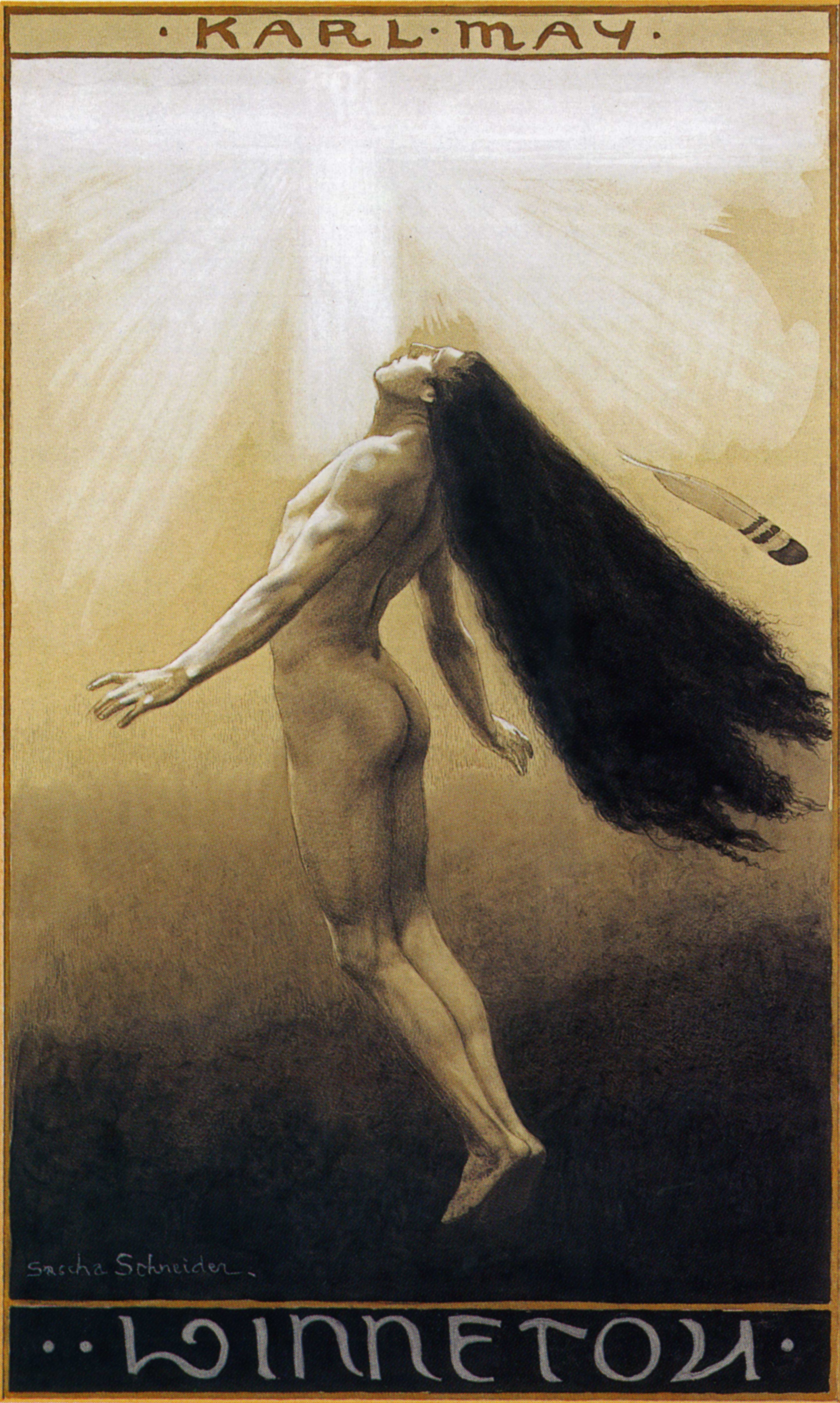
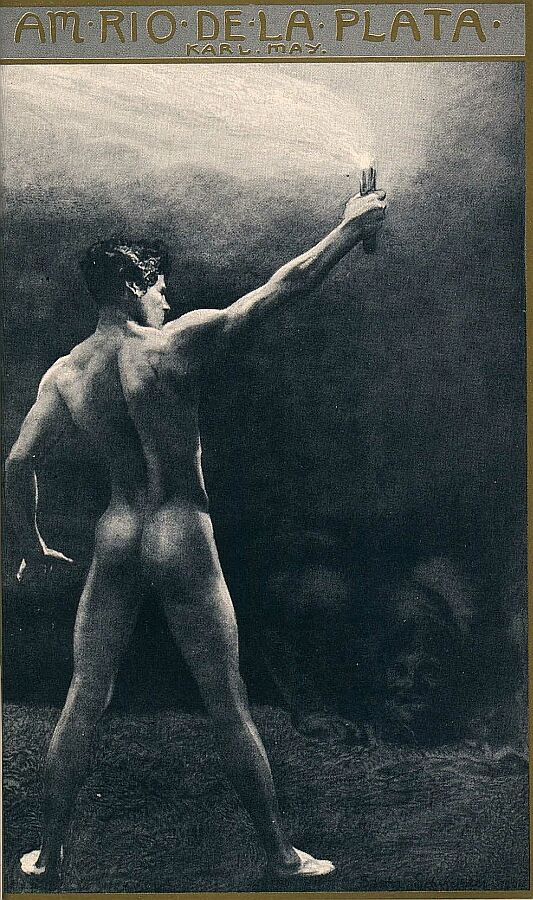
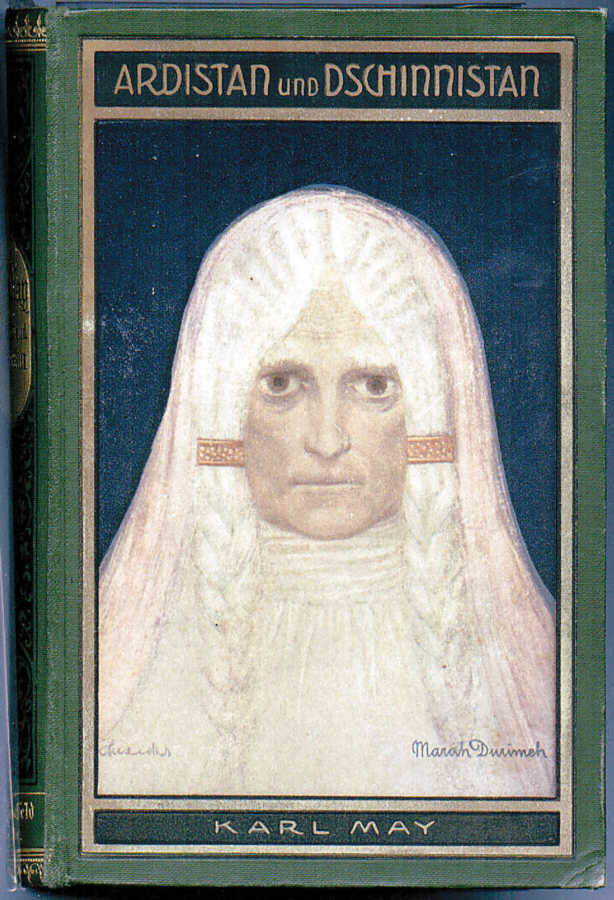
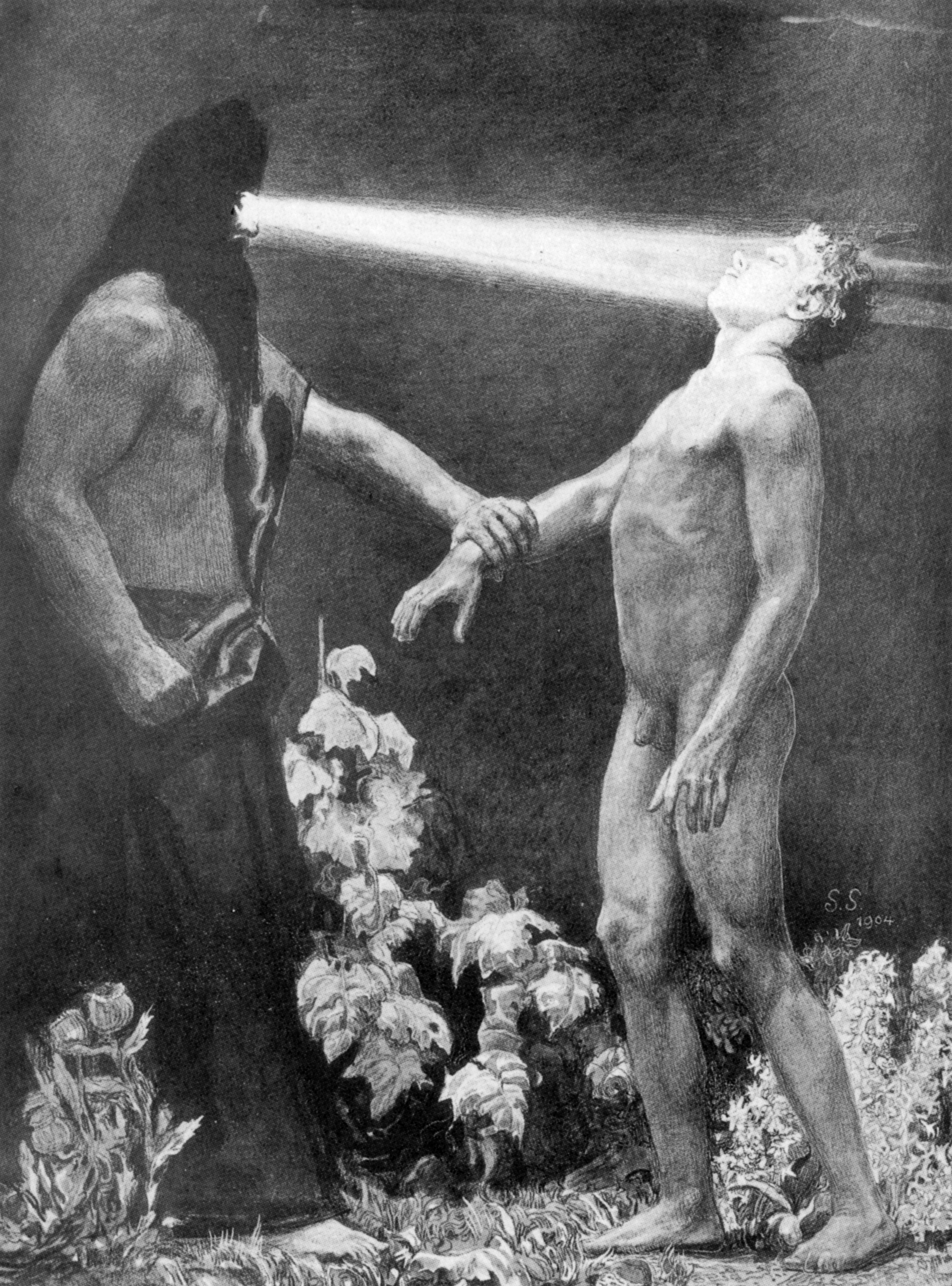
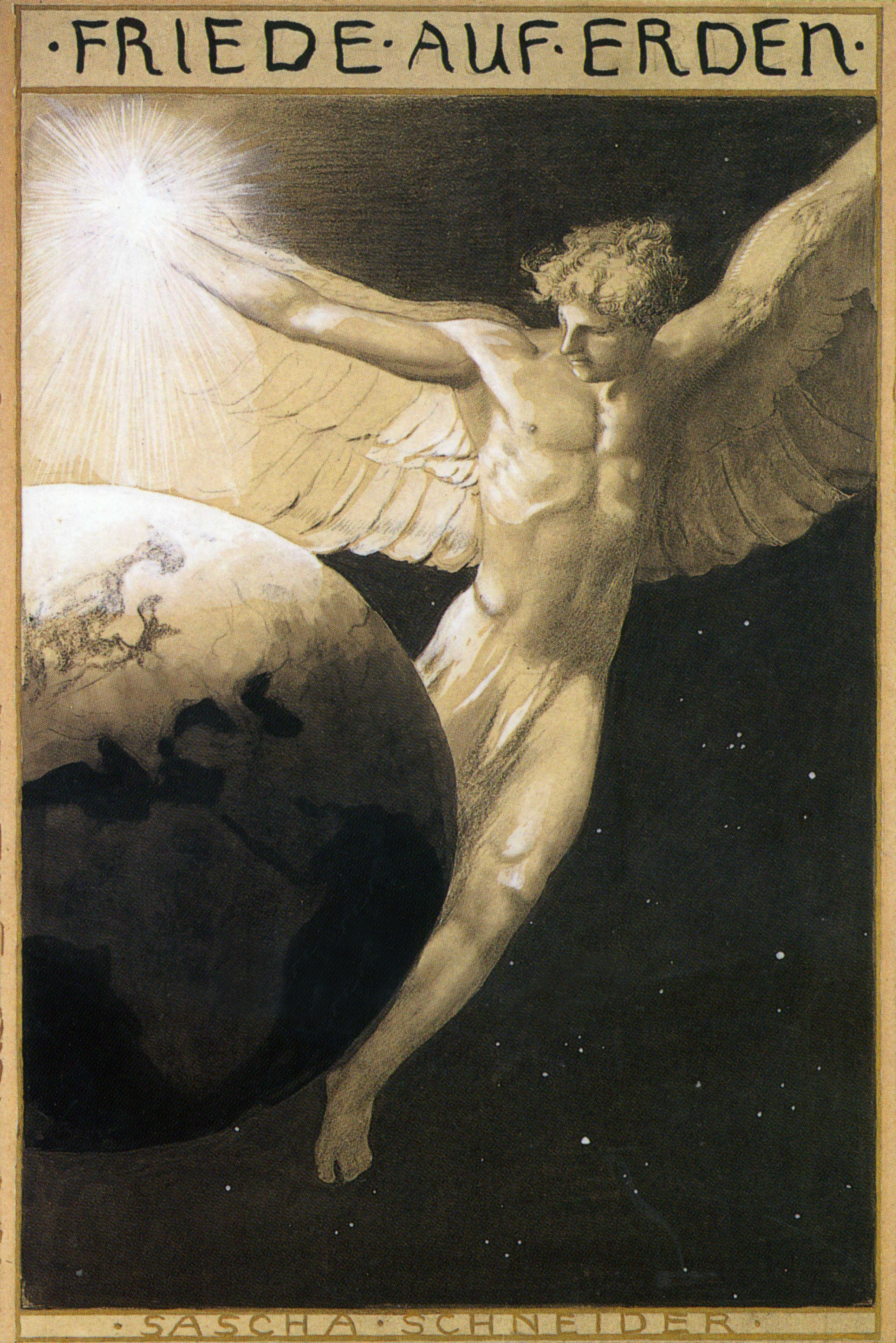
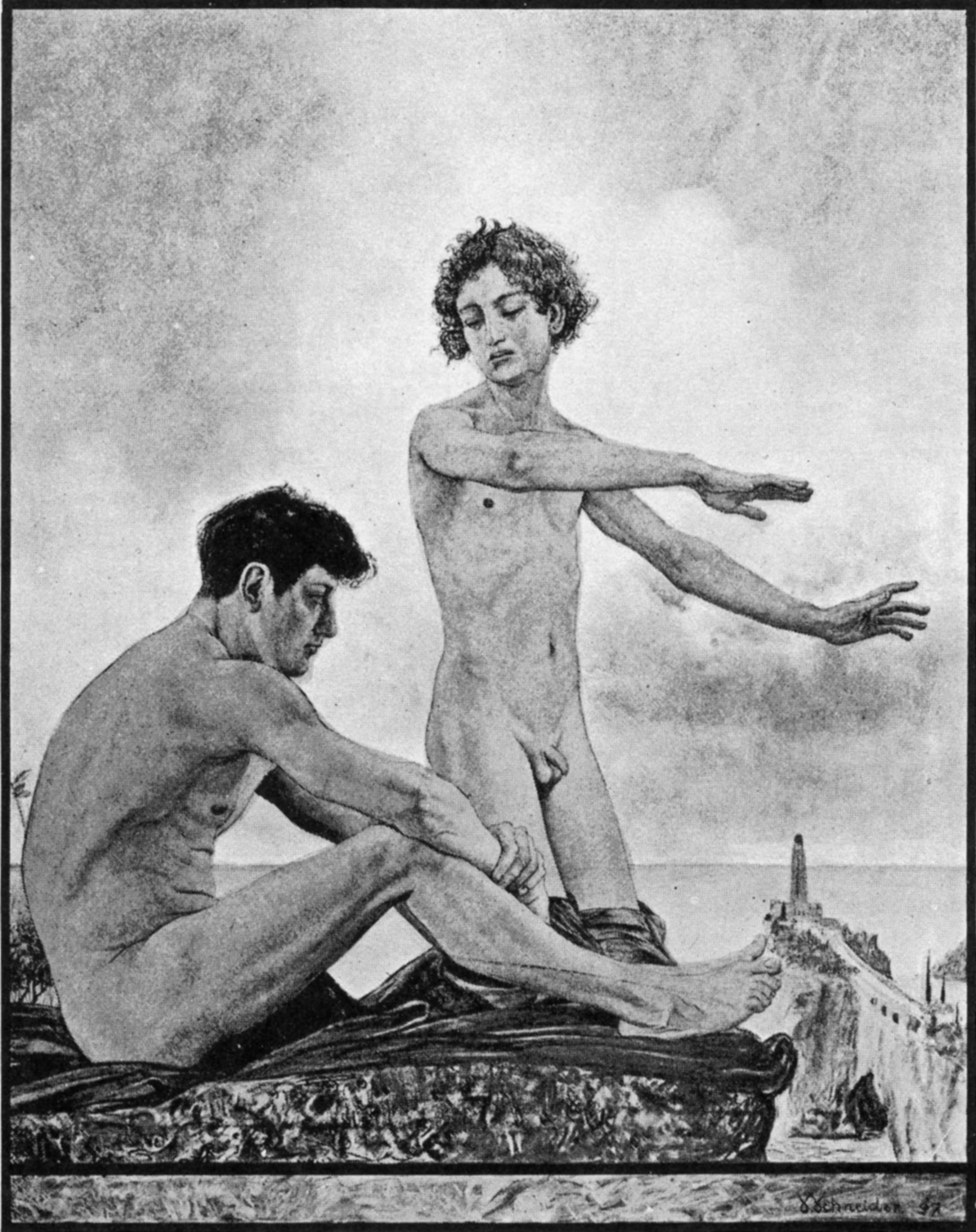
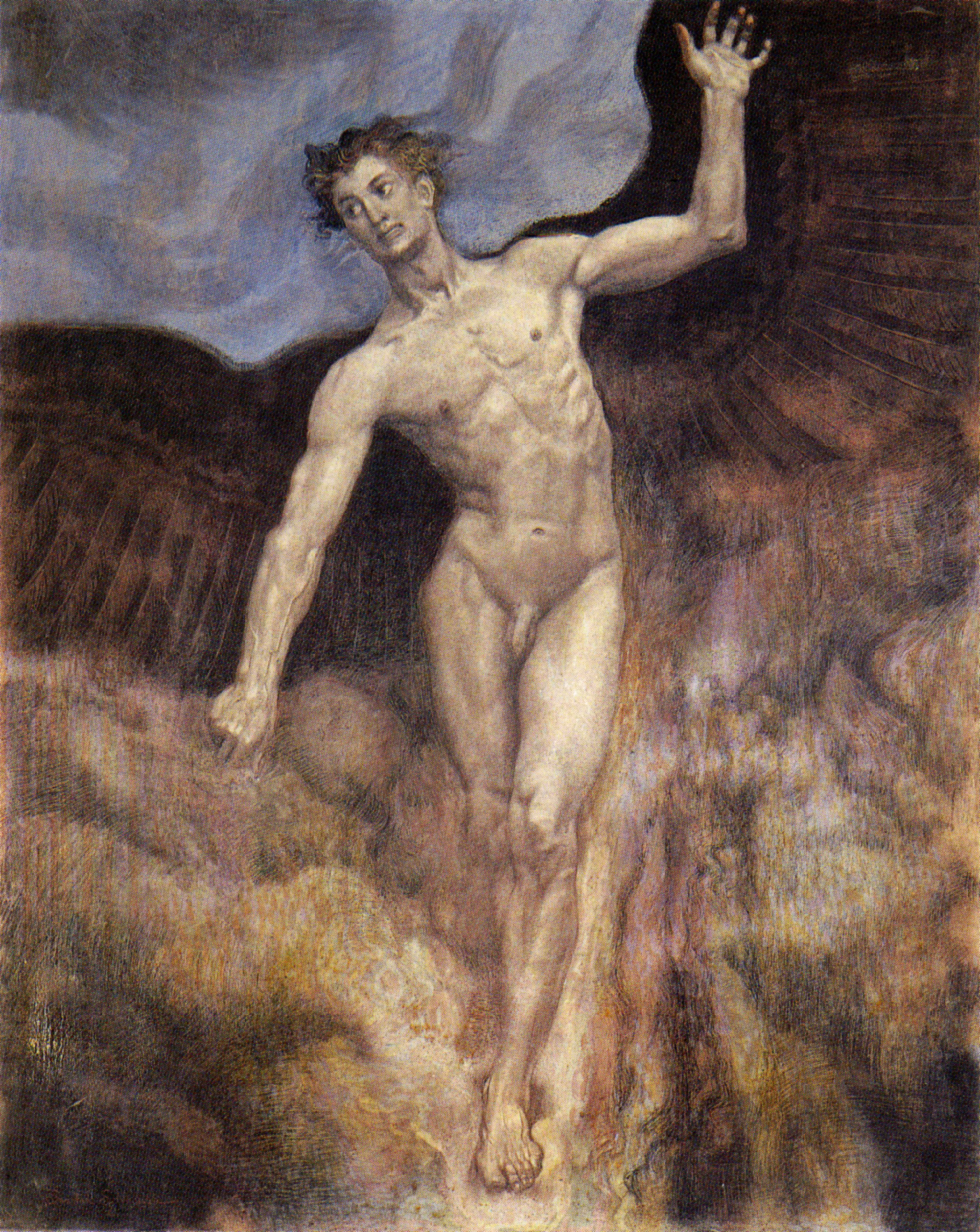
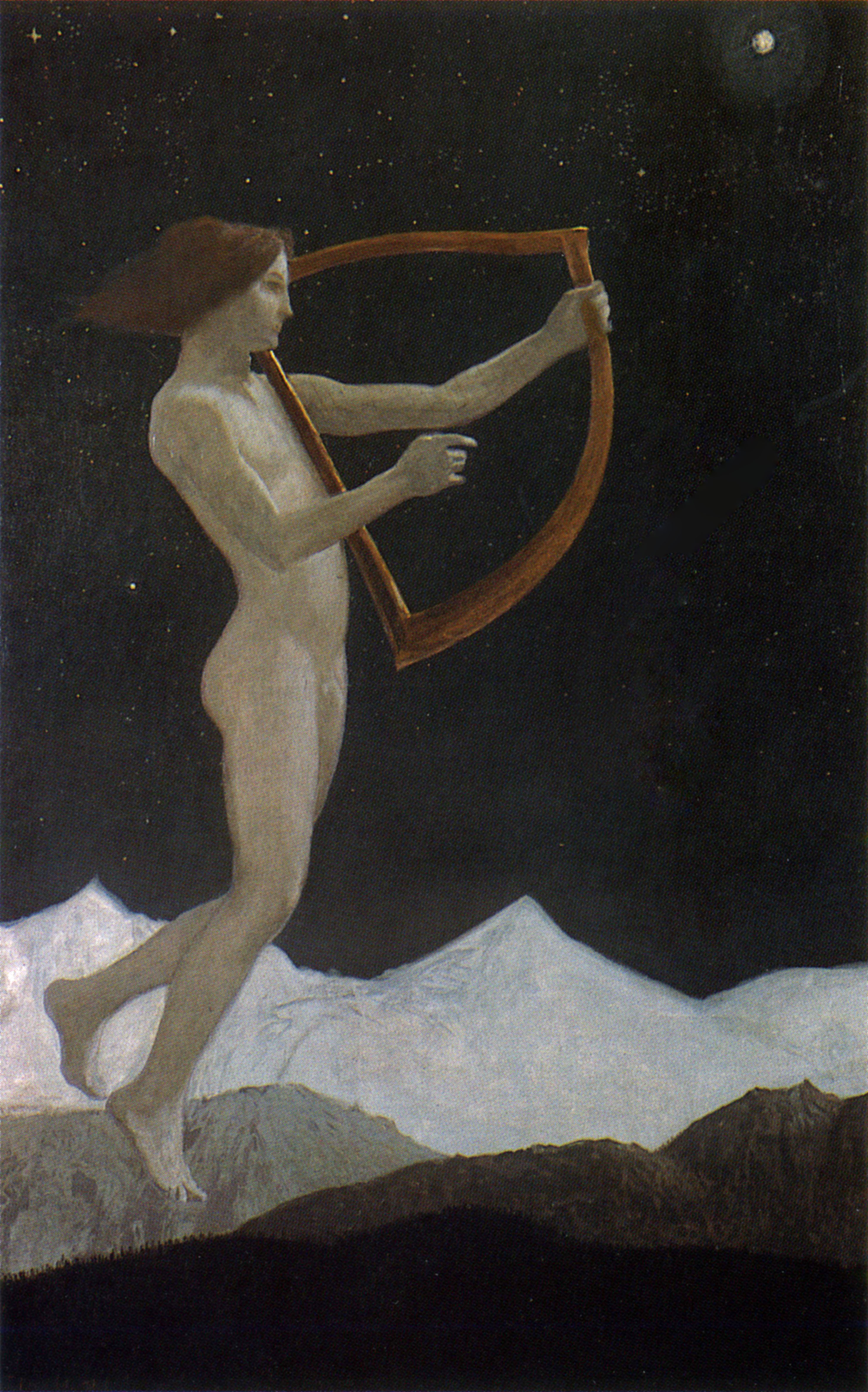
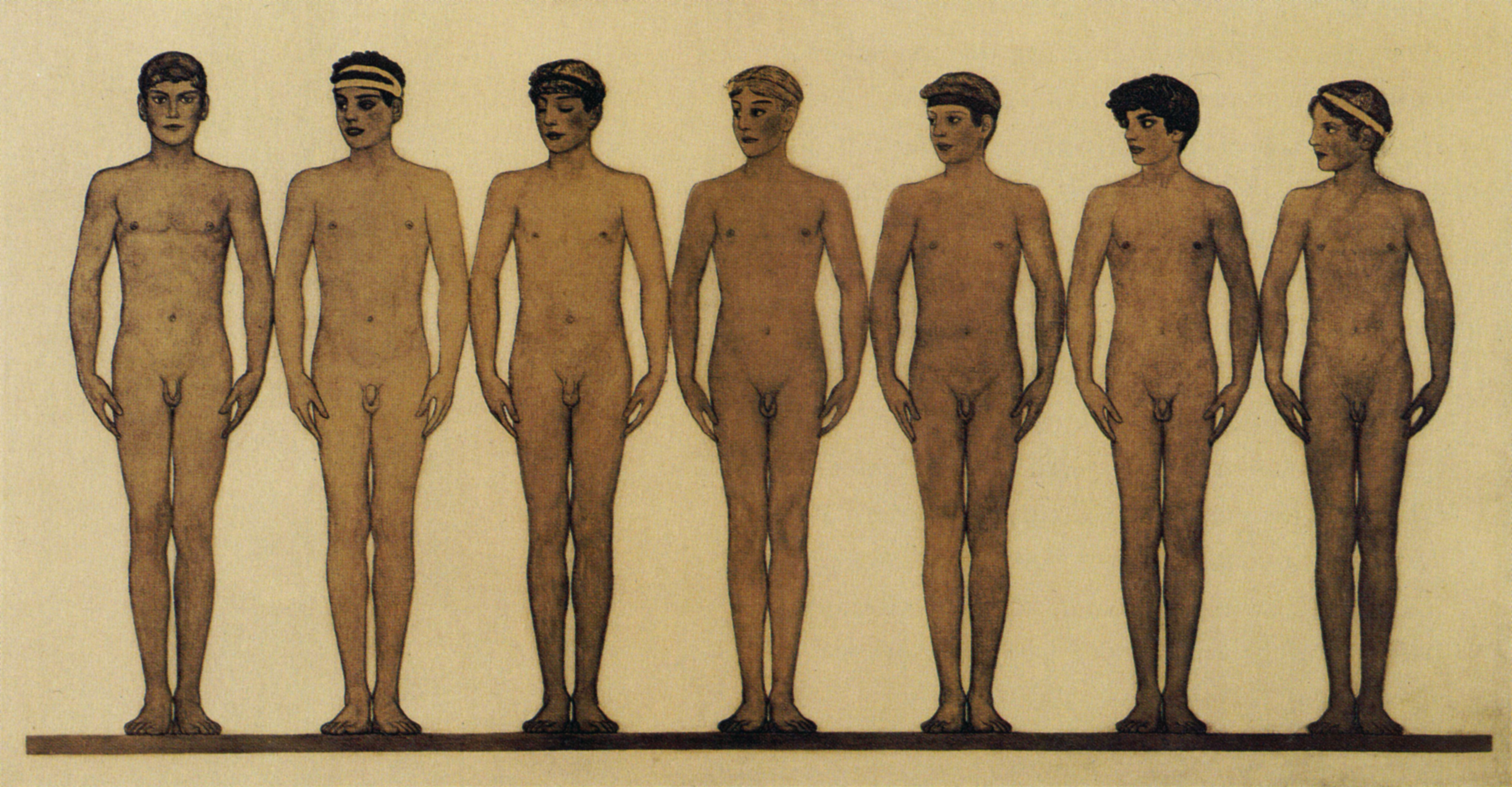
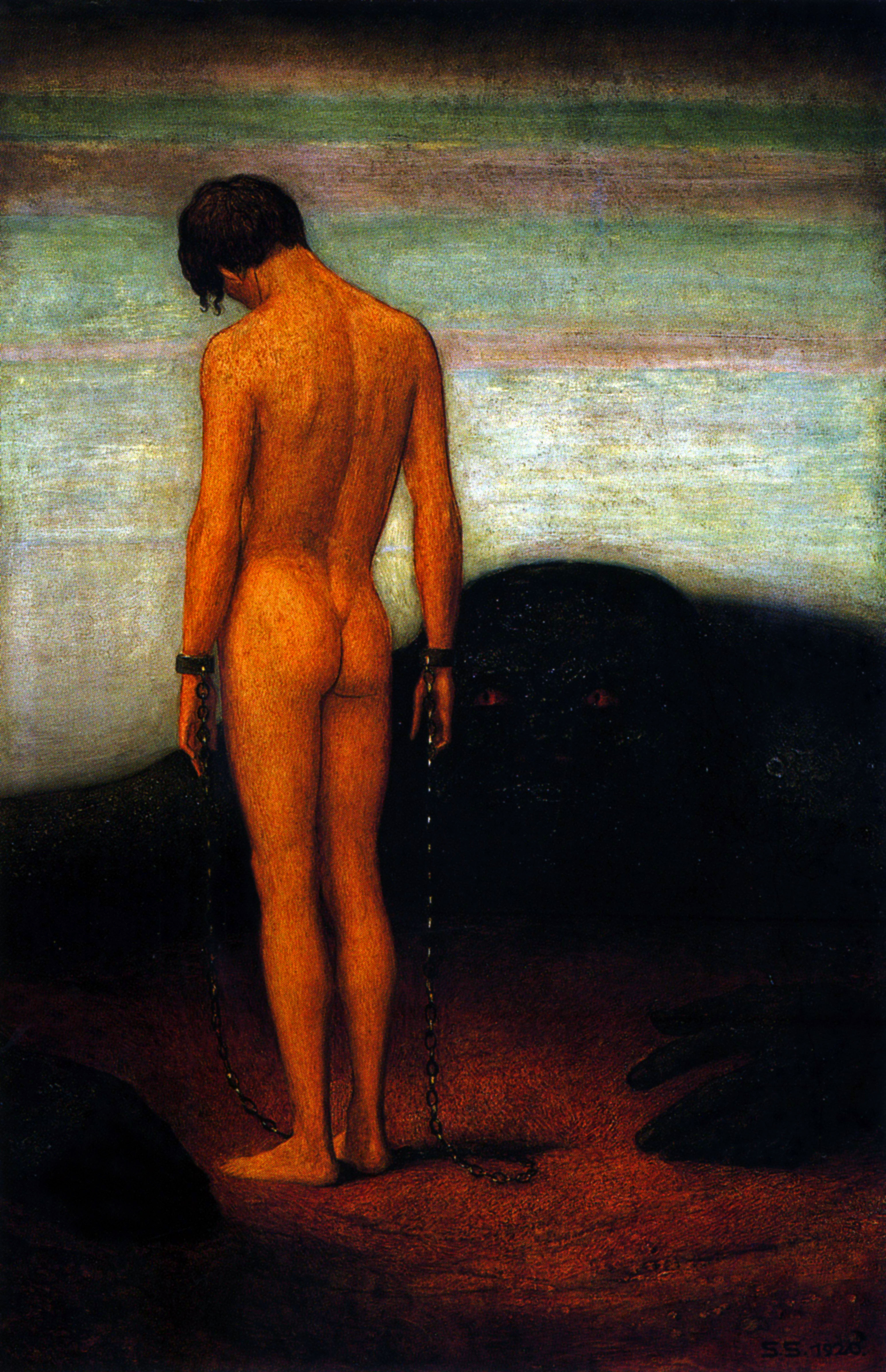
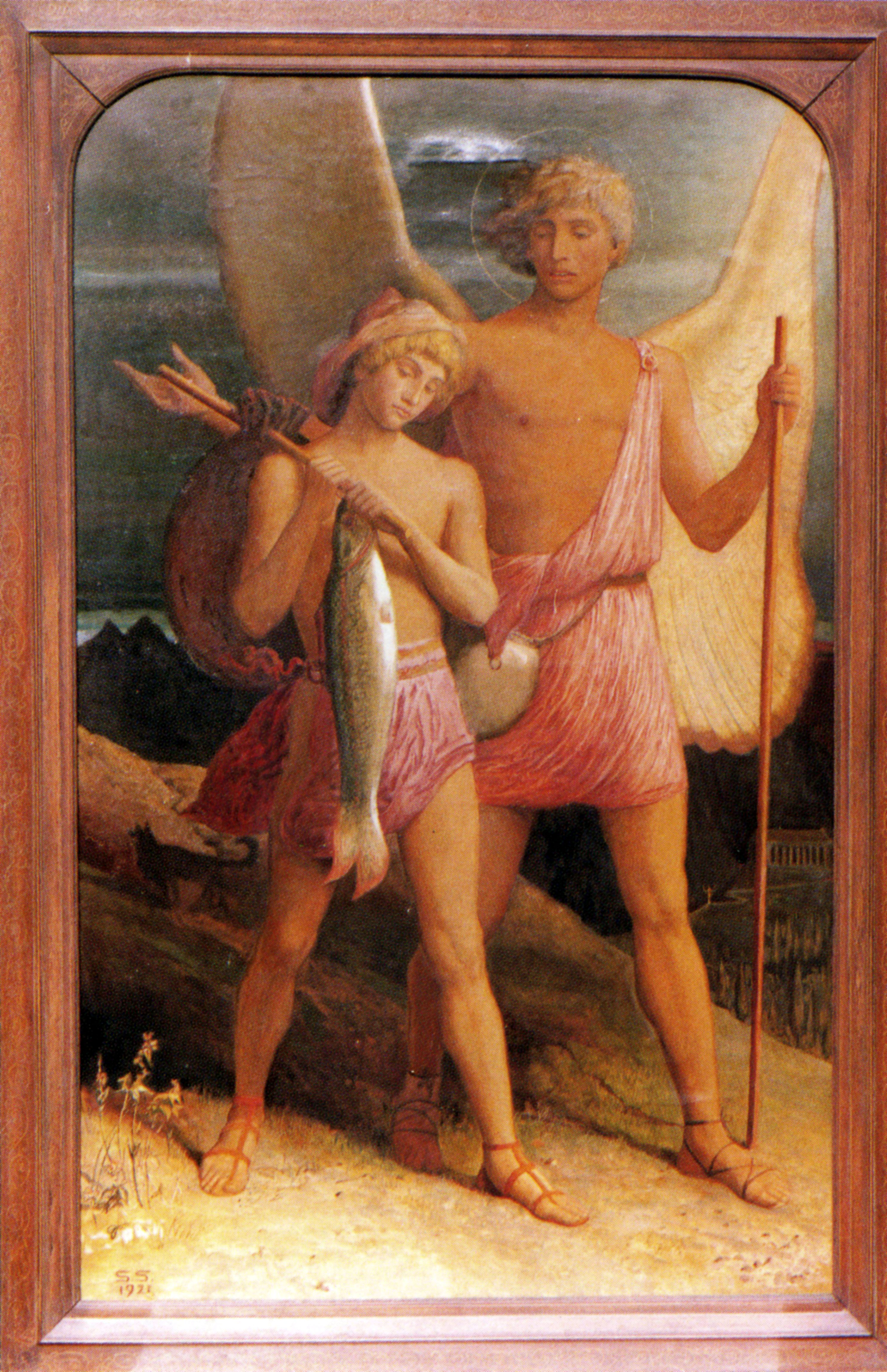
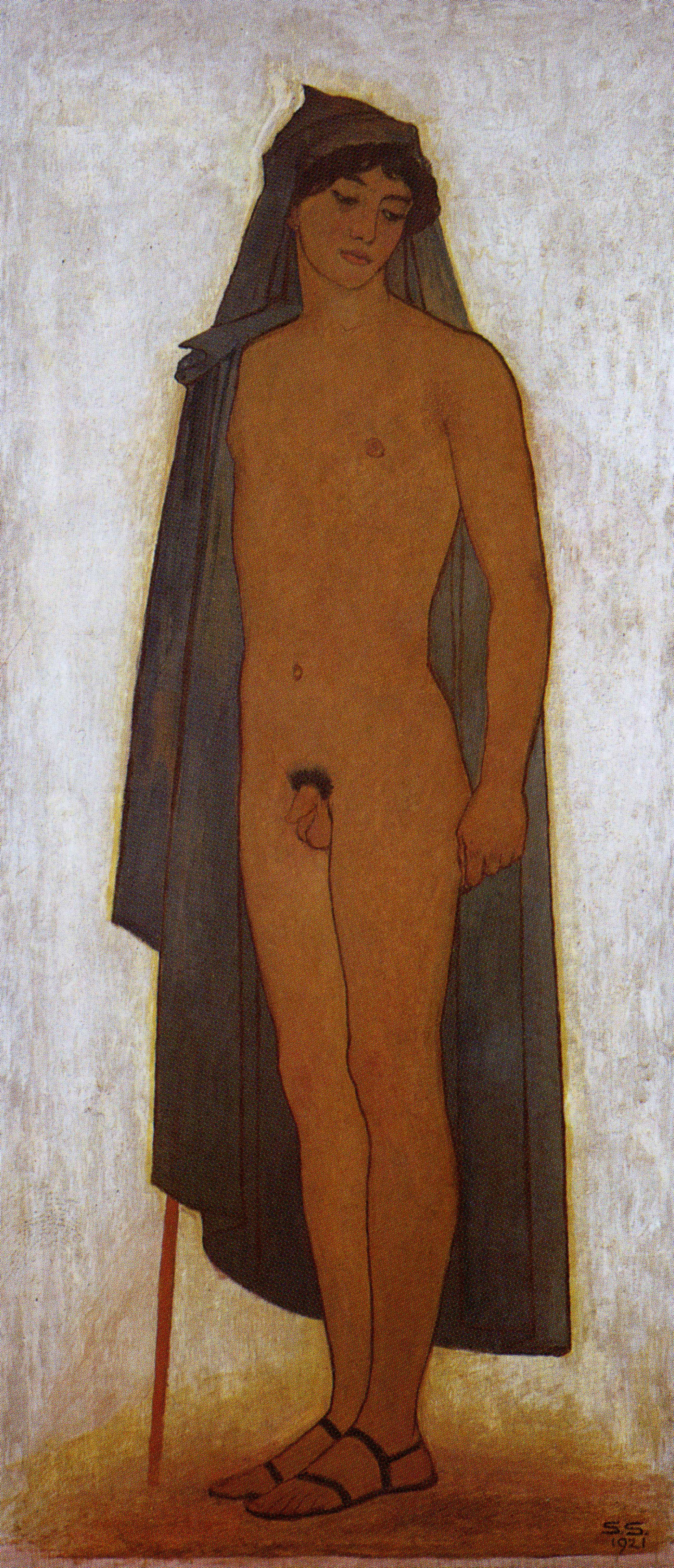